# Gnostische sensibiliteit
Gnostische sensibiliteit is de sensibiliteit waarmee men fijne tast voelt (dat wil zeggen dat men met de ogen dicht precies kan identificeren wat men in de hand heeft). Verder kan men vibratie onderscheiden (men voelt trillingen in het ledemaat, bv. door een trillende stemvork tegen het bot aan te houden.) en men merkt de positie van het lichaam (men weet of een eigen vinger gestrekt of gebogen is bijvoorbeeld).
Voor gnostische sensibiliteit is discriminatie kenmerkend, in tegenstelling tot vitale sensibiliteit waar nociceptie kenmerkend is. Informatie wordt gestuurd via dikke, gemyeliniseerde vezels. Dit laatste zorgt voor een snelle geleiding. Gnostische vezels lopen, in tegenstelling tot de vitale sensibiliteit, in de achterstreng van het ruggenmerg. De kruising vindt erg craniaal plaats, in de medulla oblongata. Het cellichaam van de gnostische zenuwen ligt in het dorsaal ganglion (kenmerkend voor sensorische zenuwen) en zij synapteren in de medulla oblongata en de thalamus. Hierin verschilt het gnostische systeem van het vitale dat in het ruggenmerg synapteert. Met het gnostische systeem is aanraking goed te registreren, evenzo kan patroonherkenning hiermee goed plaatsvinden. Gewrichtszin en vibratiegevoel worden ook tot de gnostische sensibiliteit gerekend.